# روزهای آرام در هالیوود
روزهای آرام در هالیوود (به انگلیسی: Quiet Days in Hollywood) یک فیلم کمدی-درام آلمانی محصول سال ۱۹۹۷ به کارگردانی جوزف روسناک است. در این فیلم بازیگرانی همچون هیلاری سوانک، چاد لو، ناتاشا گرکسون واگنر، پیتر دابسن و متا گلدینگ ایفای نقش کرده‌اند.
روزهای آرام در هالیوود در ۱۳ ژوئیه ۱۹۹۷ در زادگاهش آلمان به نمایش درآمد و همچنین در بازار فیلم جشنواره فیلم کن ۱۹۹۷ به نمایش درآمد. در ۱۱ ژوئیه ۲۰۰۰، آن را بر روی دی‌وی‌دی در ایالات متحده منتشر شد.

## داستان
مطالعه چند شخصیتی بر روی افراد مختلف، یک فاحشه، یک پیشخدمت، یک وکیل، یک بازیگر همجنس‌گرا که زندگی هر یک از آنها در طول سه روز زندگی در لس آنجلس متقاطع می‌شود.